# Il trionfo di King Kong
Il trionfo di King Kong (キングコング対ゴジラ?, Kingu Kongu tai Gojira, lett. "King Kong vs. Godzilla") è un film del 1962 diretto da Ishirō Honda.
Si tratta del secondo sequel di Godzilla del 1954.
All'origine di questo film c'è l'intenzione di Willis O'Brien, celebre autore di effetti speciali (tra cui quelli del King Kong del 1933) di realizzare una storia con King Kong che combatte contro un mostro di Frankenstein alto quasi quanto lui. Tuttavia al film si interessò solo Ishiro Honda, che decise di far combattere King Kong contro Godzilla.
La titanica battaglia tra il mostro venuto dalla preistoria e la divinità scimmiesca si configura come la battaglia "Stati Uniti Vs Giappone" essendo infatti uno di produzione giapponese (Godzilla) e uno di produzione statunitense (King Kong). Il film infatti denuncia tutto l'odio provato reciprocamente dagli Stati Uniti e dal Giappone, che la Toho ha sempre inserito nei film di Godzilla, e che mai è stato denunciato pubblicamente. Forse proprio per questo nacque la leggenda che dice che ne esistono due versioni diverse, con differenti finali. Tuttavia oltre a ciò la battaglia raffigura lo scontro tra la natura (rappresentata da Kong) e il terrore e le devastazioni causate dall'energia atomica (rappresentata da Godzilla). Lo scontro tra Kong (natura) e Godzilla (energia atomica) denuncia dunque le devastazioni che l'uso delle armi atomiche ha causato non solo sull'uomo ma sulla natura.
Il film contiene anche una satira sottintesa allo showbusiness, mostrata dal personaggio di Tako che vuole usare Kong come mascotte pubblicitaria per rivaleggiare con il tormentone mediatico suscitato dall'apparizione di Godzilla.
In questa pellicola Kong è alto 45 metri in contrasto ai 10 della sua controparte originale, in modo da fargli raggiungere le dimensioni necessarie per affrontare il sauro atomico, che invece è alto 50 metri. Nel film questo aumento di dimensioni viene giustificato dal fatto che il mostro si nutre di rare bacche anestetiche. Inoltre lo scimmione stavolta possiede anche il potere di manipolare l'elettricità.

## Trama

Godzilla affronta King Kong in una scena del film

La storia si ricollega direttamente a quella de Il re dei mostri.
Il governo americano, deciso a sviluppare le ricerche sul proprio arsenale nucleare, decide (all'insaputa del Giappone) di condurre esperimenti nucleari su un'isola vicina a Tokyo. Durante gli esperimenti, un sottomarino atomico risveglia Godzilla dallo stato di ibernazione in cui era caduto alla fine della sua precedente avventura. Immediatamente Godzilla distrugge tutti i laboratori col suo devastante raggio atomico. Successivamente va verso il Giappone. Dopo aver messo in pre-allarme Tokyo, l'esercito americano tenterà di fermarlo ma verrà sbaragliato da Godzilla, che pare inarrestabile. Anche l'esercito giapponese cade sotto i colpi radioattivi del Sauro Atomico.
Nel frattempo, un'industria farmaceutica giapponese parte per l'Indonesia alla ricerca di nuovi prodotti medicinali. Qui giungono sulla misteriosa Isola di Faro, dove vivono indigeni primitivi e qui scoprono l'esistenza di alcune bacche con potenti agenti anestetici. Dal mare esce un gigantesco polpo: Oodako, che attacca il villaggio. Dalla foresta esce però il mostro dell'Isola Faro: King Kong, che combatte Oodako uscendone vincitore. Il polpo sconfitto torna nel mare, e Kong comincia a mangiare le bacche fino ad ubriacarsi. Gli uomini dell'industria decidono di catturarlo al fine di usarlo come attrazione pubblica. 
Un gruppo di marinai parte e, dopo essersi scontrato con i diversi mostri giganti dell'isola, cattura lo scimmione, a costo di diverse vite.
Intanto, Godzilla raggiunge il Giappone ed è pronto a iniziare la sua distruzione. Kong invece viene messo in gabbia dagli industriali, ma a un certo punto il governo intravede nello scontro tra Kong e Godzilla la salvezza del mondo. Nel primo combattimento Kong affronta Godzilla lanciandogli addosso dei massi, ma il sauro sfrutta il proprio raggio atomico contro il rivale e lo ferisce gravemente, portandolo quindi a ritirarsi.
L'esercito giapponese decide di sistemare una barriera di linee elettriche da un milione di volt intorno a Tokyo per tenere lontani i due giganti; la scossa elettrica risulta efficace su Godzilla, che si allontana, mentre Kong si rivela essere in grado di manipolarla e diventare più forte. Lo scimmione oltrepassa quindi la barriera e si dirige verso la città, cominciando a distruggerla. L'esercito addormenta il gigante con uno speciale siero per poi legarlo e trasportarlo usando enormi palloni aerostatici sul Fuji dove si trova Godzilla: lo scimmione viene quindi liberato.
Kong scappa e incrocia Godzilla: i due mostri iniziano a lottare dando vita a uno scontro colossale in discesa dal vulcano. Inizialmente Godzilla ha la meglio e mette fuori gioco Kong, che però riacquista le forze dopo essere stato colpito da un fulmine, venendo potenziato dall'elettricità e permettendogli di proseguire il furibondo combattimento. Dopo essere giunti sul bordo di una scogliera, i due mostri cadono avvinghiati nel mare, per poi intraprendere una lotta subacquea che causa un terremoto lungo la costa. In seguito al sisma, solo Kong fuoriesce dall'acqua, apparentemente vittorioso, e comincia a nuotare verso l'Isola del Faro; di Godzilla invece non vi è alcuna traccia. L'esercito decide di lasciare che lo scimmione torni a casa e ignorano il fato di Godzilla, pur ipotizzando che possa essere ancora vivo.

## Produzione

Locandina giapponese alternativa

All'origine di questo film c'è l'intenzione di Willis O'Brien, celebre autore di effetti speciali (tra cui quelli del King Kong del 1933) di realizzare un film con King Kong che combatte contro un mostro di Frankenstein alto quasi quanto lui, e ambientarlo a San Francisco. Il titolo provvisorio fu King Kong meets Frankestein, anche se successivamente fu ribattezzato King Kong vs. Ginko. Tuttavia al film si interessò solo Ishiro Honda, che decise di far combattere King Kong contro Godzilla. L'idea di un gigantesco mostro di Frankestein è stata poi ripresa per il film Frankenstein alla conquista della Terra.
All'inizio, Ishiro Honda, per le scene con i due mostri, voleva usare la stop-motion per rendere omaggio al film "King Kong", ma siccome tale tecnica era troppo costosa, si ricorse di nuovo all'uso di attori in costume; tuttavia, la stop-motion è usata in alcune scene (come in quella dove Godzilla dà un calcio a King Kong). Per le scene di distruzione si è ricorso all'uso dei modellini, mentre per le scene con il gigantesco polpo Oodako è stato utilizzato un polpo vero.

## Leggenda metropolitana
Una leggenda metropolitana diffusa tra gli appassionati, rivelatasi poi falsa, vuole che del film siano stati realizzati due finali: uno per il mercato giapponese dove è Godzilla a levarsi vittorioso, l'altro per il mercato occidentale dove trionfa King Kong. La prima a parlarne fu la rivista Spacemen durante gli anni sessanta, la quale in un articolo affermò erroneamente che in certi stati d'Oriente si vede vincere Godzilla alla fine del film. L'articolo fu ristampato su altre riviste negli anni successivi e cominciò a ottenere notorietà durante gli anni ottanta. Un'edizione del gioco da tavolo Trivial Pursuit chiamata The Genus III conteneva la domanda "Chi vince nella versione giapponese del film Il trionfo di King Kong?», e aveva come risposta corretta "Godzilla".
Tuttavia, sempre durante gli anni ottanta, il mito fu smentito con l'uscita del film in home video, dando la prova in Occidente che in entrambe le versioni vi è lo stesso finale; le uniche differenze sono le seguenti:
- Nella versione giapponese, quando Kong e Godzilla stanno combattendo sott'acqua si verifica un piccolo terremoto. Nella versione americana, il produttore John Beck utilizzò degli stock footage dal film I misteriani per rendere il terremoto più violento e distruttivo;
- Il dialogo è leggermente diverso. Nella versione giapponese i presenti si chiedono se Godzilla sia morto o no mentre guardano Kong nuotare verso casa, e ipotizzano che è possibile che sia sopravvissuto. Nella versione americana i presenti dicono semplicemente che il lucertolone è scomparso, e il giornalista Eric Carter guarda Kong mentre nuota augurandogli buona fortuna per il suo lungo viaggio verso casa;
- Durante la dissolvenza dell'ultima scena si sente il ruggito di Godzilla, seguito da quello di Kong, che lascia intendere il ritorno del sauro atomico. Nella versione americana si sente solo il ruggito dello scimmione.

Nel 1993, il fumettista Arthur Adams dissipò il pregiudizio popolare del film scrivendone una storia in una pagina dell'antologia Urban Legends #1 pubblicata dalla Dark Horse Comics.

## Riadattamento
Anche di questo film esiste una versione riadattata negli Stati Uniti per quel mercato cinematografico (distribuita anche in Italia). Oltre a un nuovo montaggio, il regista Thomas Montgomery realizzò nuove scene con attori occidentali. Vi aggiunse anche spezzoni del film I misteriani per ricostruire in modo più violento la scena del terremoto finale, mostrando dighe e foreste della città di Tokyo che vengono abbattute dal sisma.

## Progetti correlati
Il 10 settembre 2015, la Warner Bros. aveva annunciato un nuovo film con protagonisti King Kong e Godzilla, confermando tuttavia che non si sarebbe trattato un remake di Il trionfo di King Kong. Il film, uscito nel 2021 col titolo Godzilla vs. Kong, è il quarto capitolo di un nuovo franchise legato ai kaijū, il MonsterVerse, composto da Godzilla del 2014, Kong: Skull Island del 2017, e Godzilla II - King of the Monsters del 2019.